# Liste des Justes du Nord
Cette liste des Justes du Nord recense les personnes  ayant reçu le titre de Juste parmi les nations par le Comité pour Yad Vashem.

## Liste alphabétique

### Liste
- Victor Aymard (Lille)
- Marie Aymard (née Louchart) (Lille)
- Léonce Baron (Lille)
- Edmée Baron (Lille)
- Madeleine Bompais (née Heribel) (Roubaix)
- Anne-Marie Capitaine (Trélon)
- Simone Caudmont (Lille)
- Léon Coghe (Roubaix)
- Germaine Coghe (née Avet) (Roubaix)
- Jean Crombez (Inchy)
- Marguerite Crombez (Inchy)
- Madeleine Davaine (Saint-Amand-les-Eaux)
- André David (Fenain)
- Mireille David (Fenain)
- Georgette Delcroix (Lille)
- Victor Delcroix (Lille)
- Hélène Dequirez (Marcq-en-Barœul)
- Madeleine Dietz (Valenciennes)
- Mireille Dumoulin (Lille)
- Robert Dumoulin (Lille)
- Éva Durrleman (Lille)
- Élisa Flipo (Tourcoing)
- Jules Flipo (Roubaix)
- Marie-Thérèse Flipo (Tourcoing)
- Pierre Flipo (Roubaix)
- Madeleine Franchois (Loon-Plage)
- Marcel  Franchois (Loon-Plage)
- Georgette Franchois Vandenabaele (Loon-Plage)
- Élisa Guilbert (Tourcoing)
- Marcel Guilbert (Tourcoing)
- Félicien Hautcoeur (Lille)
- Madeleine Héribel Bompais (Roubaix)
- Simone Jouvencel Nève (Lille)
- François Lamotte (Le Cateau-Cambrésis)
- Thérèse Lamotte (Le Cateau-Cambrésis)
- Lucie Lamotte Halloie (Le Cateau-Cambrésis)
- Maria Lamotte Soumillon (Le Cateau-Cambrésis)
- Alice Lamotte Terrier (Le Cateau-Cambrésis)
- Jean Lecanuet (Lille)
- Julienne Lecoq (Lille)
- Mademoiselle Leroye (Lille)
- Raymonde Lombart (Lille)
- Émile Marquillie (Lille)
- Pauline Marquillie (Lille)
- Thérèse Matter (Lille)
- Suzanne Mitault (Roubaix)
- France Neubert (Lille)
- Henri Nick (Lille)
- Odile Nick (Inchy)
- Pierre-Élie Nick (Inchy)
- Marcel Pasche (Roubaix)
- Alphonse Pattyn (Lille)
- Jeanne Pattyn (Lille)
- Georgette Pichoff (Lille)
- Jean Pichoff (Lille)
- Daniel Quénu (Armentières)
- Yvonne Quénu (Armentières)
- Hermance Raynal (Lille)
- Léon Raynal (Lille)
- Oscar Rousseau (Mons-en-Barœul)
- Jeanne Rousselle (Trélon)
- Marie-Louise Siauve (Lille)
- Robert Stahl (Lille) (Marcq-en-Barœul) (Bouvines)
- Jean Stellamans  (Lille)
- Émilienne Stellamans (Lille)
- Adélaïde-Agathe Thumerel (Lille)
- Marcel Thumerel (Lille)
- Raymond Vancourt (Lille)
- Edmond  Vandeportaele (Lille)
- Henri-Dominique  Vandevoorde (Lille)
- Marcel Vasseur (Lille)
- Sophie Vasseur (Lille)

## Pour approfondir